# Alexandra Daddario
Alexandra Anna Daddario (Nueva York, 16 de marzo de 1986) es una actriz estadounidense. Enfocada en la interpretación desde temprana edad, asistió a la Professional Children's School y a la vez desempeñó trabajos secundarios en series de televisión como All My Children, Law & Order y Los Soprano. Después de eso, actuó en películas como El estado más caliente (2006), The Babysitters y The Attic (2007).
Una vez que abandonó sus estudios para dedicarse por completo a la actuación, se mudó a Los Ángeles y consiguió su primer papel importante, el de Annabeth Chase en Percy Jackson y el ladrón del rayo (2010). A esta siguieron sus primeros trabajos protagónicos, ambos en películas de terror: Bereavement (2010) y Texas Chainsaw 3D (2013). Luego de interpretar personajes recurrentes en las series White Collar y Parenthood, obtuvo mayor atención en la industria por su labor en cuatro episodios de True Detective, donde encarnó a una reportera que mantiene una relación extramatrimonial con uno de los protagonistas.
En los años que siguieron, sin embargo, participó en películas juzgadas negativamente por la crítica, como Burying the Ex (2014), San Andreas (2015), Baywatch y The Layover (2017). Después de eso, recibió buenos comentarios de la prensa por sus interpretaciones en las películas We Have Always Lived in the Castle (2018), Can You Keep a Secret? (2019) y Lost Girls & Love Hotels (2020). En 2022, fue nominada a un premio Primetime Emmy por su intervención en la serie The White Lotus. Cabe mencionar que Daddario fungió como productora de la película We Summon the Darkness (2019).

## Primeros años
Alexandra Anna Daddario nació el 16 de marzo de 1986 en Nueva York y se crio en Upper East Side, vecindario de Manhattan. Su madre fue modelo en su juventud y trabaja de abogada en la compañía Merrill Lynch, mientras que su padre, Richard Daddario, es un fiscal que durante el mandato de Michael Bloomberg se desempeñó como jefe de la unidad contra el terrorismo del Departamento de Policía de Nueva York. Es nieta del político italoestadounidense Emilio Q. Daddario, que en su período en la Oficina de Servicios Estratégicos fue fundamental en la captura del militar Rodolfo Graziani. Tiene dos hermanos menores, Catharine y Matthew, que es actor. Por parte paterna, posee ascendencia italiana, y su familia por el lado materno es de origen húngaro.
Inicialmente, estaba interesada en la abogacía, pero sus padres le sugirieron que pensara hacer «algo más creativo». A los diez años, comenzó a tomar clases de actuación y al poco tiempo participó en comerciales de televisión. Cursó sus estudios en la escuela privada para niñas Brearley, a la que asistió hasta los dieciséis años, cuando se inscribió en la Professional Children's School, dirigida a jóvenes actores y bailarines. Después de eso, durante dos años estudió intermitentemente en el Marymount Manhattan College, una universidad privada, y a la vez acudía a audiciones. Sin embargo, esto le resultó demasiado agotador y optó por dedicarse enteramente a la actuación. Luego de dejar el colegio, trabajó como mesera en hamburgueserías en Meatpacking District y Union Square.

## Carrera

### 2002-2009: Inicios

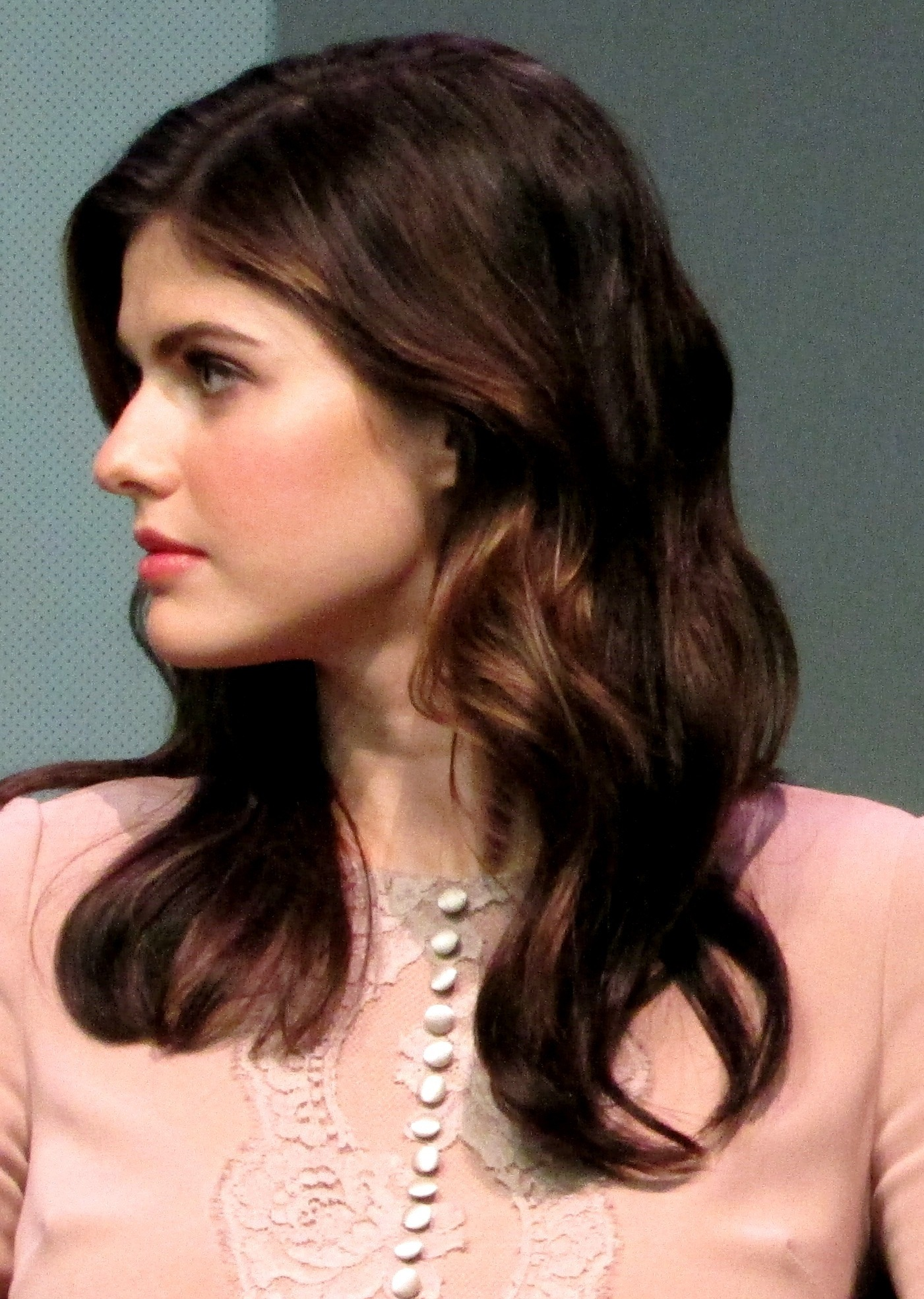
Daddario en la tienda Apple SoHo, en julio de 2013

Mientras estudiaba en la Professional Children's School, a los dieciséis años obtuvo su primer papel, en la serie de televisión de la ABC All My Children. Daddario interpretó a Laurie Lewis, una joven cuya madre fue asesinada y cuyo padre es alcohólico, que funciona como pareja de JR Chandler. Trabajó en ese programa entre octubre de 2002 y mediados de 2003, cuando la despidieron e hicieron que su personaje se mude para acompañar a su padre en rehabilitación. La actriz dijo, posteriormente, que en ese entonces «no era muy buena. Memorizaba los diálogos, pero no sabía posicionarme bien frente a la cámara. Incluso caminar con naturalidad requirió de mucha práctica. Sabía que no era buena, pero también sabía que podía solucionarlo». Daddario comenzó a estudiar la técnica Meisner para perfeccionarse. Después de eso, interpretó papeles menores en episodios de series de televisión como Law & Order y varias de sus series derivadas, Los Soprano, Damages y Nurse Jackie.
Su debut cinematográfico, por otro lado, se produjo en 2005 en The Squid and the Whale. A esta siguieron otras breves intervenciones en las películas El estado más caliente (2006), The Babysitters (2007) y el filme de terror The Attic (2008). En febrero de 2009, actuó en un episodio de la serie de la ABC Life on Mars, donde interpretó a «Rocket Girl», una seguidora de un músico de rocanrol. Ese mismo año, realizó un cameo como la novia de uno de los Jonas Brothers en la película Jonas Brothers: The 3D Concert Experience y en un video musical que se estrenó en esta, el del tema «Love Is On It's Way». Asimismo, Daddario trabajó en las dos primeras temporadas de la serie de USA Network White Collar, en el papel de Kate Moreau. Este personaje, si bien solo aparece en «breves y enigmáticos momentos» ya que muere en el transcurso del programa, cumple una función vital por su relación con el protagonista.

### 2010-2013: Progreso
Daddario se mudó a Los Ángeles en 2009 y consiguió el papel de Annabeth Chase, hija de Atenea, en Percy Jackson y el ladrón del rayo (2010), película con la que adquirió notoriedad en la industria. El filme está basado en el libro homónimo y se centra en el semidiós Percy Jackson y su búsqueda del rayo de Zeus a través del inframundo, para lo que cuenta con la ayuda de Annabeth. El director Chris Columbus dijo que la eligió porque vio que ella «podía sostener una espada y ser una rival formidable para Percy», a diferencia del resto de candidatas, quienes «apenas podían levantar un tenedor de la mesa». Durante tres semanas, Daddario tomó lecciones de tiro con arco y aprendió a usar la espada para sus escenas. La película recibió críticas dispares y no gozó del favor del público, pero tuvo un buen rendimiento comercial. En The Washington Post, Michael O'Sullivan juzgó negativamente al protagonista y agregó que «Alexandra Daddario no es mucho mejor. Comparados con Daddario y [Logan] Lerman, Zac Efron y Vanessa Hudgens [High School Musical] son Spencer Tracy y Katharine Hepburn». El trabajo de la actriz le valió una nominación en los Teen Choice Awards a la revelación femenina.

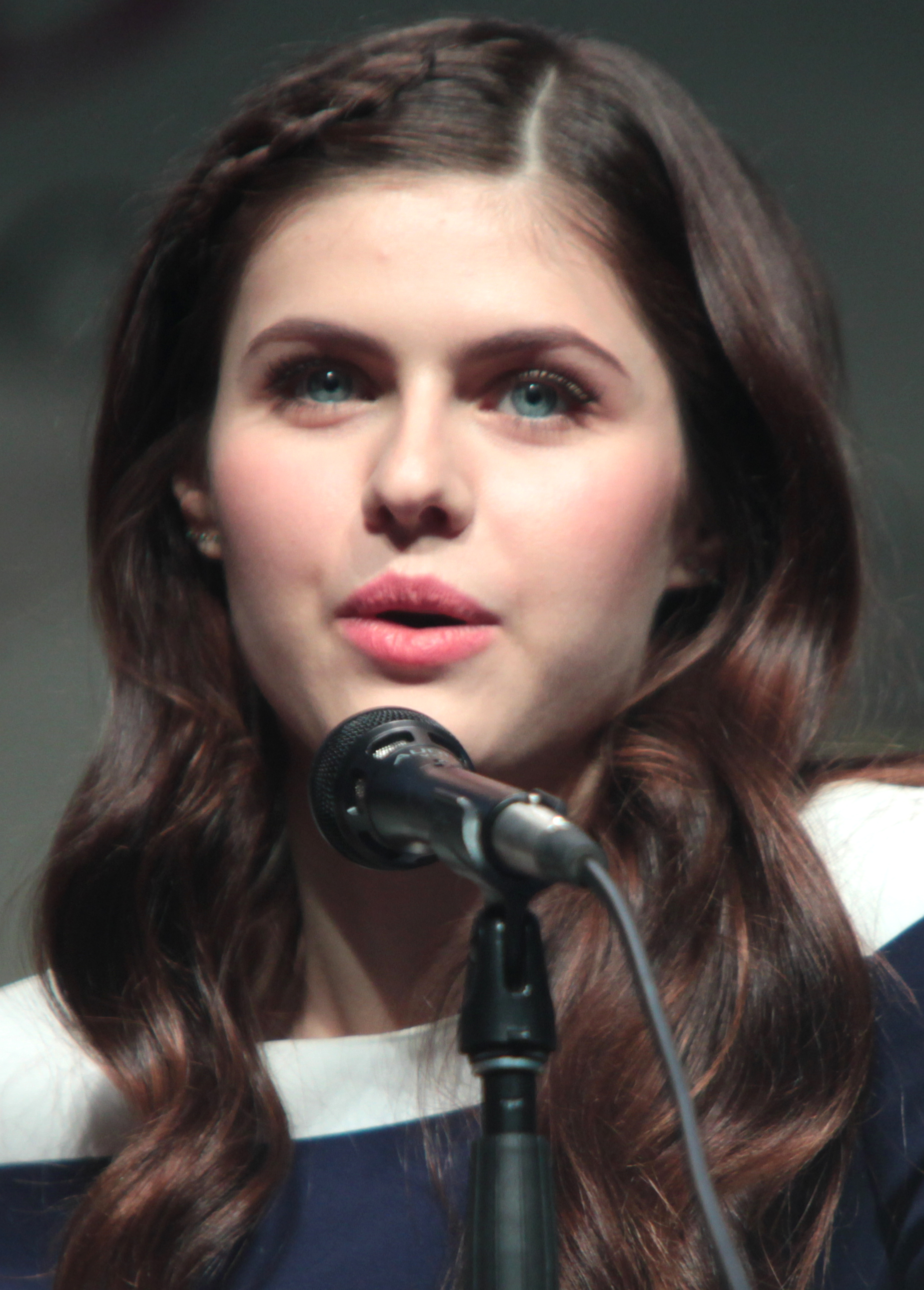
Daddario en la WonderCon de 2015

Su primera actuación como protagonista se produjo en 2010 con la película de terror Bereavement —filmada unos tres años antes—, donde encarnó a una joven que, tras morir sus padres, se muda con su tío a un pueblo en el que coincide con un asesino en serie. Daddario dijo que interpretar a un personaje vulnerable fue «liberador» y una «gran experiencia de aprendizaje». La producción recibió comentarios desfavorables de la prensa y la audiencia por igual. Al año siguiente, asumió un papel secundario en la comedia de los hermanos Farrelly Hall Pass, que describió como «el polo opuesto de Bereavement». En esta, interpretó a la niñera de los hijos del personaje de Owen Wilson, a quien, aprovechando que el hombre tiene permiso para engañar a su esposa por una semana, trata de seducir. La película fracasó en la crítica por su «falta de gracia».
En 2011, regresó a la televisión para encarnar a Rachel en la tercera temporada de Parenthood, de la cadena NBC. Su papel, el de secretaria y asistente de Crosby y Adam, cumple la función de crear discrepancias entre este último y su esposa, aunque involuntariamente. Cabe mencionar que Daddario, que estudió piano, en un episodio tocó la sonata Claro de luna, de Ludwig van Beethoven. En 2012, protagonizó el video musical del tema de Imagine Dragons «Radioactive», como una vagabunda. Asimismo, participó en el episodio «Charlie and Dee Find Love», perteneciente a la octava temporada de la comedia de situación It's Always Sunny in Philadelphia, en el papel de Ruby.
Texas Chainsaw 3D, la séptima entrega de la franquicia The Texas Chainsaw Massacre, se estrenó en 2013 y fue el segundo trabajo de Daddario como protagonista. La actriz aceptó el papel porque en ese momento no estaba recibiendo ofertas y quería «desprenderse de Percy Jackson y Hall Pass». En esta ocasión, interpretó a una mujer que, cuando descubre que es adoptada, viaja a casa de su abuela para recoger su herencia y se topa con el asesino en serie Leatherface. Si bien la película tuvo críticas negativas, Daddario recibió una nominación en los MTV Movie Awards a la mejor actuación en una producción de terror. Ese mismo año, se estrenó Percy Jackson y el mar de los monstruos, que requirió que la actriz se tiñera el cabello de rubio, en concordancia con el pelo de su personaje en los libros. Esta entrega, que gira en torno a la búsqueda del vellocino de oro, también fue criticada negativamente por la prensa especializada. A pesar de ello, El mar de los monstruos tuvo un rendimiento comercial aceptable.

### 2014-2015: Consolidación

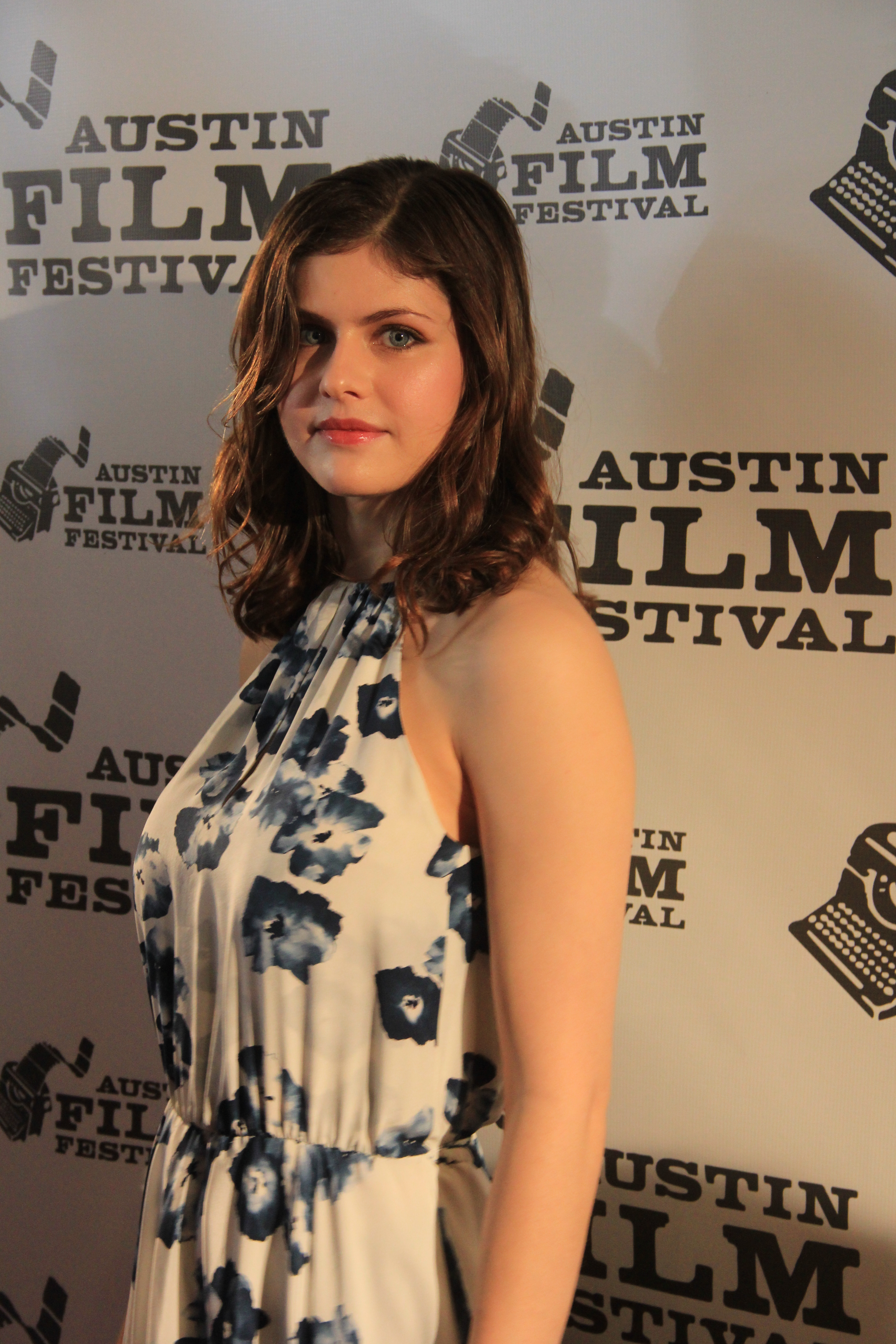
Daddario en el Festival de Cine de Austin de 2016

En 2014, desempeñó un papel secundario en la primera temporada de la serie dramática True Detective, de la que participó en cuatro episodios. Su personaje, la reportera Lisa Tragnetti, es amante de uno de los dos detectives principales, interpretado por Woody Harrelson. Hasta ese entonces, a pesar de contar con veintiocho años, la actriz solamente había obtenido papeles de adolescente, por lo que esta oportunidad de ser «más atrevida y adulta» en pantalla le pareció emocionante. Daddario realizó una escena de desnudo en un episodio que fue ampliamente comentada y difundida, así como criticada; la revista The New Yorker publicó un artículo en donde calificó al programa de «misógino» por su perspectiva general y por secuencias como la mencionada anteriormente. Con respecto a esto, la actriz dijo: «Siento que mi personaje está en la serie para impulsar [al de Harrelson]. Ves a Woody Harrelson como un respetado hombre de familia, y luego ves a esta chica desnuda encima de él, lo que cambia por completo tu perspectiva del personaje. Yo le encuentro mucho sentido». Su intervención en este programa le dio mayor notoriedad en la industria.
Su trayectoria en el cine continuó en 2014 cuando coprotagonizó la comedia Burying the Ex, dirigida por Joe Dante. En esta hace a una gótica dueña de una heladería que tiene una relación con un empleado de una tienda de Halloween, quienes son perseguidos por la zombificada exnovia de él. La película no entusiasmó al público ni a la crítica. Guy Lodge escribió en Variety que ella y Ashley Greene «son, por mucho, lo mejor entre todo lo malo», y sobre Daddario en particular dijo que «tiene algo de Lake Bell, por lo cálida y distraída». En noviembre de ese año, participó como invitada en dos episodios de la comedia de situación New Girl, como una nueva residente en el edificio donde viven los protagonistas. Además, en 2015 prestó su voz e imagen para el personaje del videojuego Battlefield Hardline Dune Alpert.
Su siguiente papel cinematográfico fue en San Andreas (2015), en el que hace a una hija que debe ser socorrida por su padre, un piloto de helicóptero de rescate que, en medio de un gran terremoto provocado por la falla de San Andrés, para salvarla debe llegar de Los Ángeles a San Francisco. La película fue un éxito en términos económicos, aunque varios críticos mencionaron que múltiples aspectos de la trama son «ridículos». En cuanto a Daddario, en ABC News se la describió como «una joya» y fue candidata en los Teen Choice Awards en la categoría mejor actriz de película de acción/aventura. Asimismo, estuvo nominada en los Golden Schmoes Awards —organizados por el sitio web JoBlo.com— al mejor físico en una película. Ese mismo año, actuó en American Horror Story: Hotel, como Natacha Rambova, personaje que requirió que se le aplicara maquillaje durante cinco horas y usara lentes de contacto. Al mismo tiempo, realizó un cameo en el primer episodio de la serie de Fox The Last Man on Earth.

### 2016-2018: Reveses profesionales

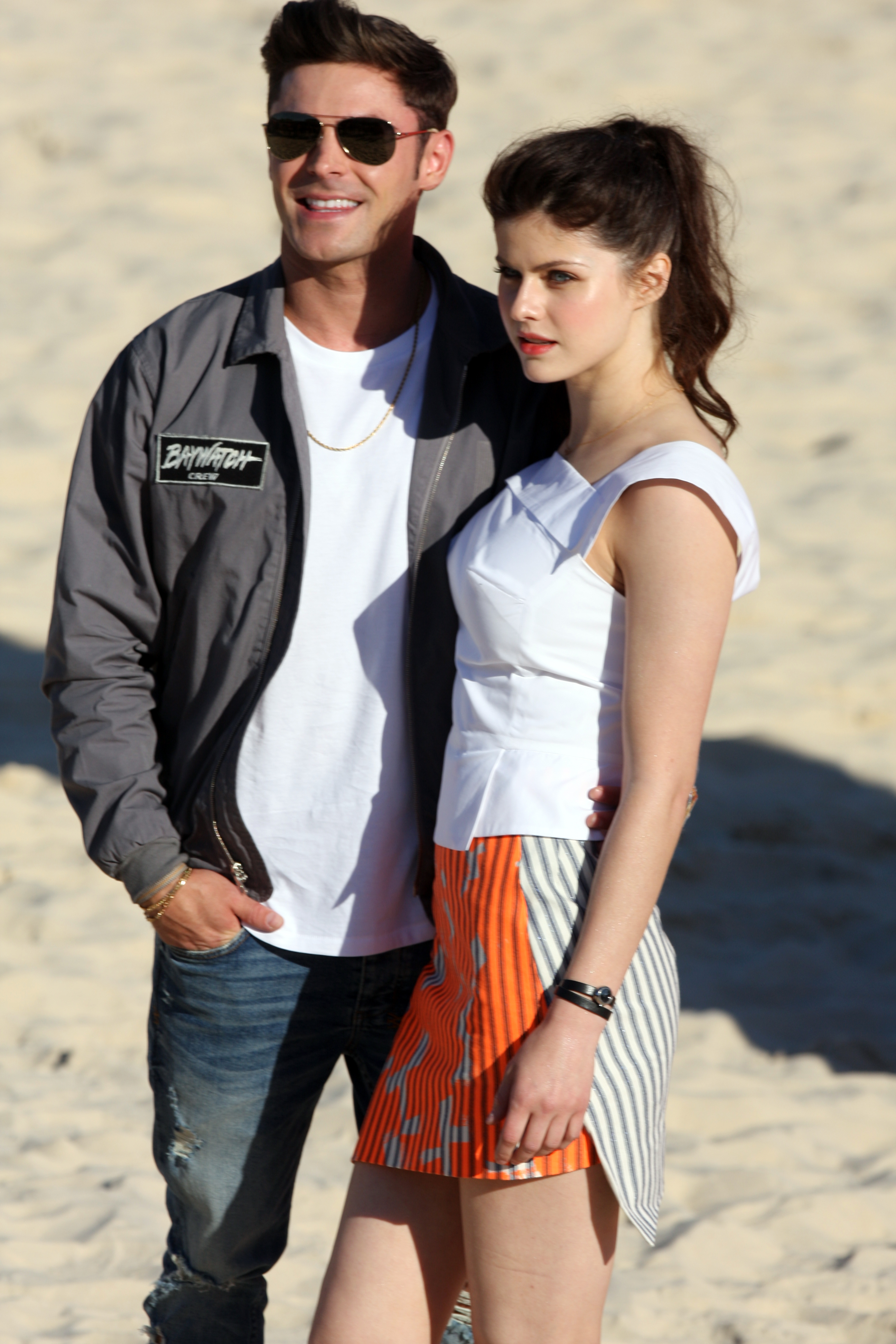
Daddario y Zac Efron en el estreno de Baywatch, en mayo de 2017

En 2016 protagonizó, junto con Josh Brener, la comedia dramática Baked in Brooklyn, que se estrenó directamente para video. Luego de eso, fue parte del reparto de En nombre del amor, película basada en la novela homónima de Nicholas Sparks, e intervino brevemente en el episodio de la séptima temporada de Workaholics «Save The Cat», como una mujer que denuncia a uno de los protagonistas al creerlo un maltratador de animales. Asimismo, dio voz a Avispa en el videojuego para móviles Marvel Avengers Academy. Al año siguiente, actuó en la serie de Rob Huebel Do You Want to See a Dead Body?, que se transmitió en YouTube Premium, y en la miniserie web Logan Paul: Summer Saga, de Seven Bucks Productions. Además, protagonizó el video musical de la canción «Judy French», de White Reaper.
En 2017 coprotagonizó Baywatch, donde interpretó a la salvavidas Summer Quinn, quien en la serie en que se basa la película era el papel de Nicole Eggert. Con el objetivo de conseguir el físico adecuado para este personaje, se sometió a un intenso régimen de entrenamiento. Baywatch fue ampliamente criticada por su falta de humor e «incongruencias» y, aunque buena parte de la prensa elogió el trabajo del elenco, se calificó a los personajes femeninos como «olvidables». En cuanto a lo recaudado en la taquilla, la producción tuvo un rendimiento comercial aceptable. Daddario estuvo entre las candidatas al Teen Choice Award a la mejor actriz de película de comedia y ganó el Golden Schmoes Award al mejor físico en una película.
El siguiente proyecto de Daddario fue coprotagonizar con Kate Upton la comedia sexual de William H. Macy The Layover (2017), en la que asumió el papel estelar como una maestra de escuela que, en medio de unas vacaciones tropicales, compite con su mejor amiga por un hombre que acaban de conocer. La producción fue vapuleada por la prensa especializada; tal fue el caso con la reseña de Rex Reed para The Observer, donde escribió que el largometraje es «una porquería» y que el desempeño de los actores «es peor que lo que se ve en las primeras seis semanas en una clase de actuación para principiantes». Richard Roeper, de Chicago Sun-Times, dijo algo similar: «Sabemos que Upton y Daddario no son Tina Fey y Amy Poehler precisamente, pero no imaginábamos este nivel de amateurismo en las dos. Sus actuaciones parecen salidas de una audición pública». A The Layover siguió la igualmente criticada The House, una comedia en la que Daddario interpretó a Corsica, una personaje menor. En 2018, participó en un episodio del programa de entrevistas After Hours with Josh Horowitz llamado «Ever Wanted to Date Alexandra Daddario? This Might Change Your Mind», e interpretó a la expareja de Adam Levine en el video musical del tema de Maroon 5 «Wait».
En ese período obtuvo uno de los papeles estelares en Night Hunter (2018), película de suspenso psicológico donde encarnó a una perfiladora criminal que trabaja con un detective que busca atrapar a un asesino en serie, además de lidiar con problemas matrimoniales. Sobre el desempeño de la actriz, el crítico de Slant Magazine Chuck Bowen opinó: «Alexandra Daddario trata de darle algo de vida [...], pero el personaje es una recopilación de recursos argumentativos: primero nos explica lo que está sucediendo, luego se convierte en una damisela en apuros y al final termina siendo un interés amoroso». Ese año, coprotagonizó el suspense de misterio We Have Always Lived in the Castle, basado en la novela homónima de Shirley Jackson. La película gira en torno a su personaje, la agorafóbica Constance Blackwood, y su hermana Merricat, que viven recluidas en la mansión familiar desde el asesinato por envenenamiento de sus padres seis años antes. En palabras de la periodista Kristen Lopez, en esta oportunidad la actriz consiguió un papel diferente a su acostumbrada «chica hot» y «aunque Merricat es la principal, quien destaca en realidad es Daddario». Su última producción en 2018 fue la comedia romántica When We First Met, que obtuvo comentarios variados de la prensa y el público.

### 2019-2021: Elogios de la crítica

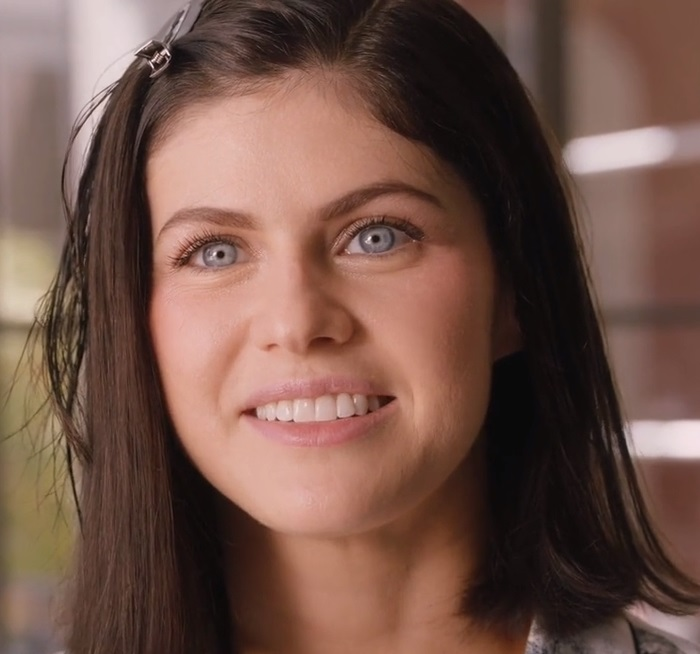
Daddario en 2022

En 2019 participó en la primera temporada de la serie de televisión Por qué matan las mujeres, una comedia negra que trata sobre tres mujeres que lidian con el adulterio de sus respectivos esposos en tres décadas diferentes —1960, 1980 y 2010—. Daddario encarnó a Jade, que en el programa es parte de la época moderna y tiene una relación poliamorosa con dos personajes. Ese mismo año, Sam Jaeger —con quien había trabajado en Por qué matan las mujeres— la convocó para que actuara en su video musical del tema de Bootstraps «Whenever You're Around». Seguidamente, encabezó el elenco y fue productora ejecutiva de la comedia romántica Can You Keep a Secret?, que cosechó críticas negativas de la prensa. A pesar de ello, para la periodista de Variety Courtney Howard, la actriz «es reveladora [... y] tremendamente agradable aquí. [...] Es innegable que su actuación le aporta a su personaje una energía parecida a la de una heroína de Nancy Meyers».
También en 2019 protagonizó y produjo la película de terror We Summon the Darkness, en el papel de Alexis Butler, una mujer que, junto con dos amigas, desarrolla un método para asesinar personas en nombre de su Iglesia e incriminar a los cultos satánicos. Matt Donato destacó en /Film que Daddario haya optado por representar a un personaje de estas características, distinto al «interés amoroso... al objeto de adoración» que hasta ese entonces había interpretado regularmente. Ese año actuó en la película dramática Lost Transmissions, en la que su personaje, una excéntrica estrella de música pop llamada Dana Lee, funciona como elemento cómico. Según la actriz, basó una parte de su interpretación en la personalidad de Lady Gaga. La producción generó reseñas dispares de los críticos, aunque el trabajo del elenco fue bien recibido.
En 2020 se estrenó Lost Girls & Love Hotels, película dramática con tintes eróticos donde interpretó a Margaret, una mujer estadounidense que enseña inglés en Tokio y que comienza una relación con un yakuza. En opinión del crítico Peter Bradshaw, aunque el filme «no es perfecto», «Alexandra Daddario, como la vulnerable, reservada y emocionalmente abierta Margaret, realiza una actuación distinguida». Sus siguientes trabajos de ese año fueron proyectos menores, como la comedia 1 Night in San Diego, que se estrenó en formato de video bajo demanda; el suspense de ciencia ficción Songbird, un video a pedido en versión premium; y Superman: Man of Tomorrow, película de animación estrenada directamente para video donde dio voz a Lois Lane. Con respecto a esta última, el periodista de IGN Jesse Schedeen escribió que «el único miembro del reparto que decepciona es Daddario, desafortunadamente. Su Lois a menudo suena apática y aburrida».
En 2021 obtuvo el papel estelar del suspense de acción y misterio Die in a Gunfight, que consiguió críticas mediocres de la prensa, y participó en la tercera temporada de la serie dramática The Girlfriend Experience. Al mismo tiempo, recibió la aclamación de la crítica por su labor en la serie de HBO The White Lotus, donde interpretó a una reportera y «esposa trofeo». La revista Vogue describió a este personaje como «el retrato más certero de la realidad millennial», por representar correctamente los temores de esa generación, y Daddario fue nominada al premio Primetime Emmy en la categoría mejor actriz de reparto - Miniserie o telefilme. De igual manera, por ese trabajo estuvo entre las candidatas al Gold Derby Award y al galardón entregado por la Asociación de Críticos de Hollywood.

### 2022-presente: Proyectos recientes
En 2022 asumió un papel secundario en la película Wildflower y, al año siguiente, protagonizó la serie de la AMC Mayfair Witches, basada en la saga de novelas escritas por Anne Rice Las brujas de Mayfair. En esta, interpretó a la neurocirujana Rowan Fielding quien, una vez que descubre que desciende de un poderoso linaje de brujas, es perseguida por un espíritu siniestro. En su reseña, la revista Time calificó negativamente a la producción, si bien destacó el trabajo de Daddario y sus compañeros. También en 2023, realizó una actuación de voz en el segundo episodio de la serie de animación Koala Man. En 2024 volvió a dar voz a Lois Lane, esta vez para la película de animación Justice League: Crisis on Infinite Earths – Part One.

## Vida privada e imagen pública

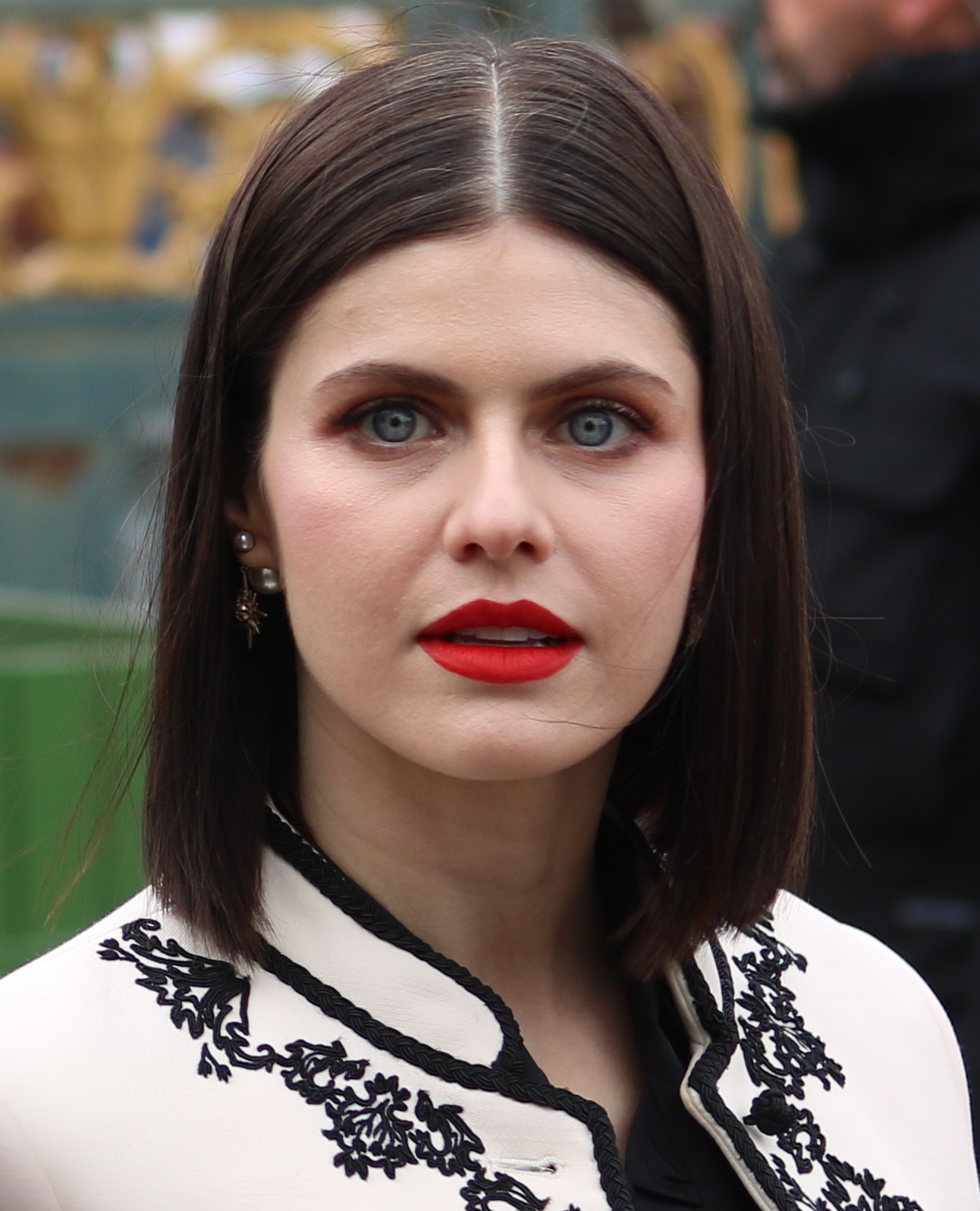
Daddario en la Semana de la Moda de París, en septiembre de 2022

Entre mediados de la década de 2000 y la de 2010, Daddario estuvo involucrada románticamente con algunos personajes famosos. Al primero de ellos, Jason Fuchs, a quien conoció en un cortometraje llamado Pitch (2006), lo llamó «mi primer amor». Más tarde, mantuvo breves relaciones primero con el periodista Ari Melber y luego con el empresario Brendan Wallace. Adicionalmente, tiempo después de que los actores filmaran Baywatch, algunos medios de prensa la vincularon sentimentalmente con Zac Efron, con quien mantiene una amistad. En 2020 conoció a Andrew Form, cofundador de la productora Platinum Dunes, y se casó con él en junio de 2022, en Nueva Orleans. Tras anunciar en julio de 2024 que estaba embarazada, el 31 de octubre nació su primer hijo, un bebé cuyo género en ese momento decidió mantener en privado.
Daddario es frecuentemente citada como una de las actrices más atractivas de Hollywood y se la considera un símbolo sexual desde su participación en True Detective, donde realizó una comentada escena de desnudo. En 2014, año en que se estrenó la mencionada serie de televisión, la revista enfocada a hombres Maxim publicó su lista de las cien mujeres más atractivas, de acuerdo con lo que votaron sus lectores, y la actriz quedó en el octogésimo lugar. También en 2014, se la incluyó en el listado de los 25 símbolos sexuales de ese año hecho por Rolling Stone. En cuanto a la moda, Alexandra Hurtado de People elogió el estilo de Daddario durante la gira de prensa de San Andreas y dijo que es «tan elegante como Charlize Theron», una de las referentes de la actriz. Además de Theron, ha mencionado que su otra «modelo a seguir» es Angelina Jolie y que es admiradora de Steve Martin.
Suele vestirse con ropa diseñada por Donna Karan, Diane von Furstenberg y A.L.C. y acudir a la estilista Jenny Ricker, y desde 2023 es embajadora de Dior. Según dijo, empezó a interesarse en su forma de vestir después del estreno de Baywatch, cuando los paparazi la fotografiaron «en pantuflas y con pantalones grandes». La actriz ha trabajado en muchos géneros cinematográficos y frecuentemente interpreta personajes femeninos fuertes.

## Filmografía

### Cine
| Año  | Trabajo                                              | Papel               | Notas                             |
| ---- | ---------------------------------------------------- | ------------------- | --------------------------------- |
| 2005 | The Squid and the Whale                              | Niña bonita         | No figura en los créditos         |
| 2006 | El estado más caliente                               | Kim                 |                                   |
| 2007 | The Babysitters                                      | Barbara Yates       |                                   |
| 2007 | The Attic                                            | Ava Strauss         |                                   |
| 2009 | Jonas Brothers: The 3D Concert Experience            | Novia               |                                   |
| 2010 | Percy Jackson y el ladrón del rayo                   | Annabeth Chase      |                                   |
| 2010 | Bereavement                                          | Allison Miller      |                                   |
| 2011 | Hall Pass                                            | Paige               |                                   |
| 2013 | Texas Chainsaw 3D                                    | Heather Miller      |                                   |
| 2013 | Percy Jackson y el mar de los monstruos              | Annabeth Chase      |                                   |
| 2014 | Burying the Ex                                       | Olivia              |                                   |
| 2015 | San Andreas                                          | Blake Gaines        |                                   |
| 2016 | Baked in Brooklyn                                    | Kate Winston        | Estrenada directamente para video |
| 2016 | En nombre del amor                                   | Monica              |                                   |
| 2017 | Baywatch                                             | Summer Quinn        |                                   |
| 2017 | The Layover                                          | Kate Jeffries       |                                   |
| 2017 | The House                                            | Corsica             | Escena eliminada                  |
| 2018 | Night Hunter                                         | Rachel Chase        |                                   |
| 2018 | We Have Always Lived in the Castle                   | Constance Blackwood |                                   |
| 2018 | When We First Met                                    | Avery Martin        |                                   |
| 2019 | Can You Keep a Secret?                               | Emma Corrigan       | Productora ejecutiva              |
| 2019 | We Summon the Darkness                               | Alexis Butler       | Productora                        |
| 2019 | Lost Transmissions                                   | Dana Lee            |                                   |
| 2020 | Lost Girls & Love Hotels                             | Margaret            |                                   |
| 2020 | 1 Night in San Diego                                 | Kelsey              |                                   |
| 2020 | Songbird                                             | May                 | Estrenada directamente para video |
| 2020 | Superman: Man of Tomorrow                            | Lois Lane (voz)     | Estrenada directamente para video |
| 2021 | Die in a Gunfight                                    | Mary Rathcart       |                                   |
| 2022 | Wildflower                                           | Joy                 |                                   |
| 2024 | Justice League: Crisis on Infinite Earths – Part One | Lois Lane (voz)     |                                   |

### Televisión
| Año           | Trabajo                           | Papel                     | Notas       |
| ------------- | --------------------------------- | ------------------------- | ----------- |
| 2002-2003     | All My Children                   | Laurie Lewis              |             |
| 2004          | Law & Order                       | Felicia                   | 1 episodio  |
| 2005          | Law & Order: Criminal Intent      | Susie Armstrong           | 1 episodio  |
| 2006          | Conviction                        | Vanessa                   | 1 episodio  |
| 2006          | Law & Order                       | Samantha Beresford        | 1 episodio  |
| 2006          | Los Soprano                       | Otra mujer                | 1 episodio  |
| 2009          | Damages                           | Lily Arsenault            | 1 episodio  |
| 2009          | Law & Order: Criminal Intent      | Lisa Wellesley            | 1 episodio  |
| 2009          | Life on Mars                      | Emily «Rocket Girl» Wyatt | 1 episodio  |
| 2009          | Nurse Jackie                      | Joven mujer               | 1 episodio  |
| 2009-2011     | White Collar                      | Kate Moreau               |             |
| 2011-2012     | Parenthood                        | Rachel                    |             |
| 2012          | It's Always Sunny in Philadelphia | Ruby Taft                 | 1 episodio  |
| 2014          | True Detective                    | Lisa Tragnetti            | 4 episodios |
| 2014          | New Girl                          | Michelle                  | 2 episodios |
| 2014          | Married                           | Ella                      | 1 episodio  |
| 2015          | American Horror Story: Hotel      | Natacha Rambova           | 3 episodios |
| 2015          | The Last Man on Earth             | Victoria                  | 1 episodio  |
| 2016          | Workaholics                       | Donna                     | 1 episodio  |
| 2019          | Por qué matan las mujeres         | Jade/Irene Tabatchnick    |             |
| 2021          | The Girlfriend Experience         | Jade/Irene Tabatchnick    |             |
| 2021          | The White Lotus                   | Rachel Patton             |             |
| 2023-presente | Mayfair Witches                   | Dr. Rowan Fielding        |             |
| 2023          | Koala Man                         | Ella misma (voz)          | 1 episodio  |

### En línea
| Año  | Trabajo                         | Papel      | Notas       |
| ---- | ------------------------------- | ---------- | ----------- |
| 2017 | Do You Want to See a Dead Body? | Ella misma | 1 episodio  |
| 2017 | Logan Paul: Summer Saga         | Ella misma | 2 episodios |

### Videos musicales
| Año  | Canción                  | Artista         | Papel       |
| ---- | ------------------------ | --------------- | ----------- |
| 2009 | «Love Is On It's Way»    | Jonas Brothers  | Novia       |
| 2012 | «Radioactive»            | Imagine Dragons | Vagabunda   |
| 2017 | «Judy French»            | White Reaper    |             |
| 2018 | «Wait»                   | Maroon 5        | Exnovia     |
| 2019 | «Whenever You're Around» | Bootstraps      | Joven mujer |

### Videojuegos
| Año  | Juego                   | Papel             |
| ---- | ----------------------- | ----------------- |
| 2015 | Battlefield Hardline    | Dune Alpert (voz) |
| 2016 | Marvel Avengers Academy | Avispa (voz)      |

## Premios
Premios Primetime Emmy
| Año  | Categoría                                       | Trabajo         | Resultado |
| ---- | ----------------------------------------------- | --------------- | --------- |
| 2022 | Mejor actriz de reparto - Miniserie o telefilme | The White Lotus | Nominada  |

Teen Choice Awards
| Año  | Categoría                                   | Trabajo                            | Resultado |
| ---- | ------------------------------------------- | ---------------------------------- | --------- |
| 2010 | Revelación femenina                         | Percy Jackson y el ladrón del rayo | Nominada  |
| 2015 | Mejor actriz de película de acción/aventura | San Andreas                        | Nominada  |
| 2017 | Mejor actriz de película de comedia         | Baywatch                           | Nominada  |

MTV Movie Awards
| Año  | Categoría                                   | Trabajo           | Resultado |
| ---- | ------------------------------------------- | ----------------- | --------- |
| 2013 | Mejor actuación en una producción de terror | Texas Chainsaw 3D | Nominada  |

Golden Schmoes Awards
| Año  | Categoría                    | Trabajo     | Resultado |
| ---- | ---------------------------- | ----------- | --------- |
| 2015 | Mejor físico en una película | San Andreas | Nominada  |
| 2017 | Mejor físico en una película | Baywatch    | Ganadora  |

Asociación de Críticos de Hollywood
| Año  | Categoría                                                              | Trabajo         | Resultado |
| ---- | ---------------------------------------------------------------------- | --------------- | --------- |
| 2022 | Mejor actriz de reparto en una serie limitada, de antología o película | The White Lotus | Nominada  |

Gold Derby Awards
| Año  | Categoría                                                | Trabajo         | Resultado |
| ---- | -------------------------------------------------------- | --------------- | --------- |
| 2022 | Mejor actriz de reparto en una serie limitada o película | The White Lotus | Nominada  |